# Sanjska stela
Sanjska ali Sfingina stela je napisna stela staroegipčanskega faraona Tutmoza IV. iz Osemnajste egipčanske dinastije. Postavil jo je v prvem letu svoje vladavine okoli leta 1401 pr. n. št. Stele so običajno postavljali tudi drugi faraoni Novega kraljestva,  da bi na njih dokazovali  božansko ozadje svojega vladarskega položaja.

## Opis
Sanjska stela je pokončna pravokotna stela iz rožnatega granita, visoka 360 cm, široka 218 cm in debela 70 cm. Postavljena je med prednji šapi Velike sfinge v Gizi. Zgornja stran stele je zaobljena. Na tem delu je upodobljen Tutmoz IV. ki daruje Veliki sfingi.

## Besedilo
Del besedila: 
Zdaj na tem mestu počiva kip veličastne Kepri (Velike sfinge),  veličastne slave, sveto spoštljive, senca Raja, na katerega se naslanja. Memfis  in vsa mesta na njegovih obeh straneh so prišla k njemu, z rokami, dvignjenimi k njegovemu obrazu, v katerih so nosila darove za njegovo Ka (dušo). Na enega od takih dni se je okoli poldneva tja odpravil princ Tutmoz. Počival je v senci tega velikega boga. Ko je bilo sonce v zenitu [sta ga prevzela spanec] in sanje. Takrat je odkril mogočnost plemenitega boga, ki mu je govoril kot govori oče svojemu sinu, in rekel:  [...] »Poglej me in me opazuj, moj sin Tutmoz. Jaz sem tvoj oče Horemaket-Kepri-Ra-Atum, ki sem ti dal kraljestvo [na zemlji, kot tudi življenje].   [Tako! Moj pogoj je podoben kot pri bolnih]  vsi  [moji udi so uničeni]. Puščavski pesek, kateremu sem nekoč vladal, je (zdaj) moj sovražnik.  Zdaj je prišel čas, da storiš tisto, kar je v mojem srcu in kar sem čakal,  da storiš« [...]

## Galerija
- Reprodukcija Sanjske stele
- Detajl: Tutmoz IV. daruje Veliki sfingi
- Risba stele Karla Richarda Lepsiusa[2]

## sklici
1. 1 2  Shaw (2000), str. 254.
2. ↑  Karl Richard Lepsius: Pyramiden von Giseh. Stele vor dem großen Sphinx, Denkmäler aus Aegypten und Aethiopien. Band V.

## Vir
- Shaw, Ian, ur. (2000). The Oxford History of Ancient Egypt. Oxford : Oxford University Press. str. 480. COBISS 45692673. ISBN 0-19-815034-2.